# Кларк (окръг, Индиана)
Вижте пояснителната страница за други населени места с името Кларк.
Окръг Кларк (на английски: Clark County) е окръг в щата Индиана, Съединени американски щати. Площта му е 1514 km², а населението е 121 093 души (1 април 2020). Административен център е град Джеферсънвил.